# Paravaunthompsonia meteorae
Paravaunthompsonia meteorae is een zeekommasoort uit de familie van de Bodotriidae. De wetenschappelijke naam van de soort is voor het eerst geldig gepubliceerd in 2008 door Mühlenhardt-Siegel.